# Mystère vaudou
Mystère vaudou (Fresh Bones) est le 15e épisode de la saison 2 de la série télévisée X-Files. Dans cet épisode, Mulder et Scully enquêtent dans un camp de réfugiés haïtiens où certains soldats ont trouvé la mort dans des circonstances mystérieuses. Il a reçu un accueil mitigé de la critique.

## Résumé
À Folkstone, en Caroline du Nord, le soldat Jack McAlpin percute un arbre, sur lequel un vévé a été dessiné, au volant de sa voiture après avoir eu plusieurs hallucinations. L'armée conclut à un suicide, le deuxième en peu de temps chez des soldats stationnés dans un camp de réfugiés haïtiens, mais la femme de McAlpin demande au FBI d'ouvrir une enquête. Elle affirme à Mulder et Scully que ces deux prétendus suicides sont liés à des pratiques vaudou.
En voulant pratiquer une autopsie du corps, Scully découvre qu'il a été remplacé par celui d'un chien. Pendant ce temps, Mulder rend visite à Pierre Beauvais, un réfugié détenu en prison car le colonel Wharton, responsable du camp, le considère comme responsable d'une émeute ayant provoqué la mort d'un enfant, mais il n'en tire que des mises en grade cryptiques. Alors qu'ils sont sur la route, Mulder et Scully trouvent McAlpin en train d'errer et ne se souvenant pas de ce qui lui est arrivé. Mulder pense que le soldat est devenu un zombie, et les deux agents se rendent au cimetière pour faire exhumer le corps du deuxième soldat mais ce dernier a déjà été déterré. Ils trouvent dans le cimetière un jeune garçon, Chester Bonaparte, qui vend des ingrédients à Beauvais.
Plus tard, le soldat Dunham approche Mulder pour lui confier que le colonel Wharton inflige des mauvais traitements aux réfugiés. Le colonel nie ces accusations mais essaie plus tard d'arracher des secrets à Beauvais et le fait battre à mort. Dans la nuit, Mulder rencontre Monsieur X, qui l'informe que l'accès au camp va très bientôt être restreint aux seuls militaires. Scully trouve le corps de Dunham dans une baignoire, et Mulder arrête McAlpin, qui rôdait dans les alentours. Bien qu'il ne garde aucun souvenir du meurtre, McAlpin signe des aveux mais Mulder pense qu'ils lui ont été extorqués par Wharton. La femme de McAlpin donne ensuite à Mulder une photographie que lui avait confié Dunham un peu avant sa mort et qui représente Beauvais et Wharton posant côte-à-côte à Haïti.
Mulder et Scully s'introduisent dans le bureau de Wharton et y découvrent que les soldats morts s'apprêtaient à témoigner des sévices infligés par le colonel aux réfugiés. Cherchant le corps de Beauvais, ils retournent ensuite au cimetière, où Wharton conduit une cérémonie vaudou au-dessus de son cercueil. Scully a une hallucination dans laquelle elle est étranglée mais un charme offert par Chester l'aide à retrouver ses sens. Pendant ce temps, Mulder subit les assauts magiques de Wharton avant d'être sauvé par l'intervention de Beauvais, revenu d'entre les morts. Scully arrive alors et constate que Wharton et Beauvais sont morts tous les deux. Le lendemain, Mulder et Scully apprennent que Chester Bonaparte était le nom du garçon tué lors de l'émeute. Wharton se réveille dans son cercueil et est enterré vivant.

## Distribution
- David Duchovny : Fox Mulder
- Gillian Anderson : Dana Scully
- Bruce Young : Pierre Beauvais
- Daniel Benzali : le colonel Wharton
- Jamil Walker Smith : Chester Bonaparte
- Matt Hill : le soldat Harry Dunham
- Callum Keith Rennie : le gardien du cimetière
- Steven Williams : Monsieur X

## Production
Howard Gordon a l'idée d'écrire cet épisode après avoir lu deux articles sur des suicides de militaires en poste à Haïti. L'équipe de production envisage de tourner l'épisode à Haïti mais cela se révèle impossible, et le scénario est alors modifié pour que l'action se déroule dans un camp de réfugiés. Daniel Benzali est engagé pour jouer le rôle du colonel Wharton car, bien que les producteurs estiment qu'il n'a pas l'aspect physique d'un militaire, il réunit toutes les autres qualités demandées pour le rôle.
L'épisode est tourné en deux temps, en décembre 1994 et janvier 1995 avec une pause l'interrompant pour les fêtes de fin d'année. Les scènes du camp de réfugiés sont filmées sur un terrain et dans un immeuble à l'abandon du port de North Vancouver. Le tournage se déroulant sous un temps particulièrement pluvieux, plusieurs pompes de vidange sont utilisées lors de la scène finale dans le cimetière afin de drainer l'eau du sol détrempé. Pour la scène où une main sort de celle de Scully pour l'étrangler, un acteur pousse ses doigts couverts de gélatine à travers une main mécanique. Gordon crédite le réalisateur Rob Bowman d'avoir su exploiter son scénario pour y faire passer un maximum de frissons, alors que Chris Carter affirme que c'est l'un des épisodes dont il est le plus fier de toute la deuxième saison.

## Accueil

### Audiences
Lors de sa première diffusion aux États-Unis, l'épisode réalise un score de 11,3 sur l'échelle de Nielsen, avec 19 % de parts de marché, et est regardé par 17,8 millions de téléspectateurs. C'est l'épisode qui réalise le meilleur score d'audience des deux premières saisons de la série.

### Accueil critique
L'épisode a reçu un accueil mitigé de la critique. Les auteurs du livre X-Treme Possibilities délivrent une critique favorable, saluant particulièrement l'interprétation de Daniel Benzali et la scène dans le cimetière à la fin de l'épisode. Paula Vitaris, de Cinefantastique, le qualifie d'épisode « solide et effrayant qui respecte la religion vaudou de manière appropriée ». Dans leur livre sur la série, Robert Shearman et Lars Pearson lui donnent la note de 3,5/5, estimant que le scénario reprend des éléments bien connus mais demeure efficace, et que le rythme est « un peu trop lent » mais que la réalisation et l'éclairage donne à l'épisode une atmosphère particulière, alors que les dix dernières minutes sont « effrayantes et pleines de rebondissements ».
Le magazine Entertainment Weekly lui donne la note de B-, évoquant un épisode qui « ne restera pas dans les mémoires » malgré quelques bons moments. Todd VanDerWerff, du site The A.V. Club, lui donne la note de C, estimant que l'interprétation générale est très solide et que l'épisode possède « une véritable panoplie de scènes effrayantes » mais que le « rythme est chaotique » et qu'à vouloir aborder trop de sujets différents, l'épisode se disperse et les traite trop superficiellement. Pour le site Le Monde des Avengers, le côté vaudou du scénario ne fonctionne pas avec des scènes qui « se voudraient effrayantes alors qu'elles ne sont qu'écœurantes » et un dénouement « prévisible ». L'épisode « s'avère plus intéressant dans sa condamnation de l'arbitraire » mais « cet aspect demeure ici trop secondaire ».